# Акчакуль (озеро)
Акчаку́ль — небольшое озеро в Кунашакском районе Челябинской области России.

## Общие сведения
Также на некоторых картах Аксакуль, Акча-Куль. Озеро расположено в северо-восточной части Кунашакского района. Расположено в 2 км от границы с Курганской областью и в 3 км от границы со Свердловской областью. На северо-восточном берегу находится деревня Акчакуль.
Озеро окружено зарослями тростника, местами заболочено. Болото к югу от озера вплоть до деревни Иксанова носит название Большой Акчакуль.
Название происходит от тюркского мужского имени Акчакул (Аксакул), с основой башкирское аҡса, татарское акча — «деньги», и компонентом мужского имени, присоединяемого к основе ҡол (кол) — «раб», переосмысленного в күл — «озеро», отражающим пожелание новорождённому быть богатым.